# Boord-Olefin-Synthese
Die Boord-Olefin-Synthese oder auch Boord-Eliminierung ist eine Namensreaktion der organischen Chemie. Der erste Bericht über sie stammt aus dem Jahr 1930 von Cecil E. Boord. Diese Reaktion hat vielfältige Anwendungen in der Herstellung von Alkenen. Es entsteht ein Gemisch von cis- und trans-Alkenen (R = Alkylgruppe): 

## Mechanismus
Die Abbildung zeigt einen postulierten Mechanismus (R = Alkylgruppe). Die Reaktion zeichnet sich durch ein breites Spektrum an Anwendungsmöglichkeiten sowie durch hohe Ausbeuten aus.
Ein Aldehyd 1 wird mit Chlorwasserstoff unter Bildung von  2 protoniert. Mit Ethanol bildet sich ein protoniertes Halbacetal 3 bzw. 4. Durch nucleophilen Angriff eines Chloridions und Abspaltung von Wasser entsteht instabile chlorierte Ether 5, aus dem Chlorwasserstoff unter Bildung von 6 abgespalten wird. Die Halogenierung von 6 (hier exemplarisch mit Brom gezeigt), liefert über das ein Bromoniumion 7 den zweifach bromierten Ether 8. Letzterer reagiert mit einer Grignard-Verbindung zu dem einfach α-bromierten Ether 9. Durch Zugabe von Zink entsteht aus 9 über das Intermediat  10, durch eine Eliminierung  das Alken 11 als (E,Z)-Gemisch. Zink kann dabei auch durch Magnesium oder Natrium ersetzt werden. Bei der Anwendung von Zink wird meist eine E1cb-Mechanismus postuliert.
Die Reaktionsgeschwindigkeit der Reaktion kann über die Länge des Alkylrestes des zugefügten Alkohols gesteuert werden. Je größer diese Gruppe ist, desto langsamer verläuft die Reaktion.